# Айрих, Константин
Константи́н А́йрих (нем. Konstantin Airich; род. 4 ноября 1978, Целиноград, Казахстан) — немецкий боксёр-профессионал, выступавший в тяжёлой весовой категории. Чемпион Германии в весовой категории свыше 91 кг. (2006 год), бронзовый призер чемпионата Германии в весовой категории до 91 кг. (2004 год) в любительских соревнованиях, интерконтинентальный чемпион по версии IBF в тяжелом весе (2011—2012 годы) в профессиональном боксе.

## Биография
Константин Айрих родился 4 ноября 1978 года в Целинограде, в семье этнических немцев. Спустя несколько лет родители Константина перебрались в Германию, где Айрих и начал свои занятия боксом. На любительском ринге он провёл около 100 боёв, завоевав «бронзу» немецкого национального первенства в 2004-м и став чемпионом в 2006-м. В 2007 году Константин перешёл в профессионалы, удачно начал карьеру, завоевал второстепенные чемпионские титулы по версиям IBF и WBO (2011—2012 годы), но впоследствии стал джорнименом, встретившись в ринге с рядом сильных боксёров и потерпев в 43 профессиональных боях 18 поражений. Завершил профессиональную карьеру 10 сентября 2016 года.

## Профессиональная карьера
Айрих дебютировал на профессиональном ринге в начале 2007 года, и выиграл подряд 8 поединков нокаутом.
В марте 2008 года свёл вничью поединок с украинцем Алексеем Мазыкиным. Затем победил по очкам украинца Андрея Олейника.
В следующем бою вышел против британца Дэнни Уильямса и потерпел своё первое поражение. Дэнни нокаутировал непобеждённого Айриха в 7-м раунде. Затем Айрих выиграл 2 поединка, и проиграл решением большинства судей чеху Ондрею Пала.
В 2010 году снова встретился с украинцем Мазыкиным, и снова поединок не выявил победителя.
9 апреля 2010 года нокаутировал в первом раунде россиянина, Алексея Варкина.
В ноябре 2010 года проиграл нигерийцу Гбенге Олоукуну. Затем проиграл по очкам в 3-раундовом бою в рамка турнира начинающему боксёру Эду Монсо.
Нокаутировал непобеждённого Владимира Зелента, и победил по очкам непобеждённого румына Лучиана Бота.
В 2011 году нокаутировал немца (турецкого происхождения) Варола Векилоглу и завоевал интерконтинентальный титул по версии IBF.
В следующем поединке вновь встретился с бывшим противником, чехом Ондреем Палой, который к тому моменту высоко стал котироваться в рейтингах и считался фаворитом в поединке. Айрих нокаутировал Ондрея в 9-м раунде и взял реванш за спорное поражение в первой схватке, и завоевал ещё один титул — чемпиона Европы по версии WBO.
После этого боя Айрих вышел на ринг с олимпийским чемпионом, бывшим претендентом на чемпионский титул, кубинцем Одланьером Солисом. Солис доминировал на протяжении всего поединка и выиграл по очкам с разгромным счётом. Несмотря на сильные и точные попадания кубинца, Айрих так и ни разу не был в нокдауне и стойко и упорно держался до финального гонга.
В сентябре 2012 года Константин отправился в Москву и проиграл по очкам украинцу Вячеславу Глазкову.
В ноябре 2012 года отправился в Польшу для участия в турнире «Bigger’s Better XVII». В четвертьфинале Айрих нокаутировал во втором раунде румына Ионела Освата, а в полуфинале раздельным решением судей проиграл в трёхраундовом поединке литовцу Сергею Маслобоеву.
22 декабря 2012 года Айрих встретился с немецким боксёром сирийского происхождения Мануэлем Чарром. Бой начался очень активно. С первых секунд раунда Чарр кинулся на Айриха и обрушил на него град ударов. Чарр настолько быстро наступал, что чуть не сбил Айриха с ног не только из-за ударов, а из-за быстрого наступления. Рефери приостановил атаку Чарра, сделав ему замечание, чтоб он не толкал соперника. После этого Чарр мощным левым хуком потряс Константина в печень. Айрих упал и не смог встать на счёт 10. Чарр уверенно победил нокаутом в первом раунде и снова заявил о себе после поражения в чемпионском бое.
Почти полтора года Айрих не выходил на ринг и в апреле 2014 года проиграл в Германии румыну Кристиану Хаммеру.
Затем Айрих выиграл нокаутом два поединка, и летом 2014 года проиграл по очкам россиянину Денису Бахтову.